# Интерпарламентарна скупштина православља
Интерпарламентарна скупштина православља (енгл. Interparliamentary Assembly on Orthodoxy) је међупарламентарно тело, основано на иницијативу грчког парламента 1993. са циљевима: уочавање и вредновање промена које се дешавају у Европи, унапређење и јачање улоге православља као важног политичког, културног и духовног ентитета, превладавање екстремних националних и религијских разлика, заштита националних и верских мањина, јачање мултилатералне сарадње на парламентарном нивоу, сарадња и размена искустава међу парламентима и парламентарцима.
Генерална скупштина заседа једном годишње, у јуну месецу.
Србија је пуноправни члан од 1995. године.